# كفر برعم
كفر برعم قرية فلسطينية اهلها يتبعون الطائفة المسيحية المارونية من أشهر القرى المهجرة خلال حرب 1948. وهجر أهلها على وعد العودة ومنذ ذلك الزمن ما زال أبناؤها يطالبون بالعودة، إلا أن السلطات الإسرائيلية لا تسمح لهم بالعودة بالرغم من صدور قرارات من الهيئات القضائية تقر لهم بحق العودة إليها. ولا زالت محاولات أهاليها للعودة مستمرّة للآن. وتقطن فيها اليوم فرقة «هشومر هتسعير» (الحارس الفتي) وتقيم في منازل أهلها الأصليين.
وقد عدها الشيخ سليمان ضاهر من قرى جبل عامل حسب التقيمات القديمة.

## جغرافيتها
كان مركز القرية في منطقة جبلية ترتفع 750 مترًا عن سطح البحر في الجليل الأعلى على بعد 17 كلم شمال غرب مدينة صفد وتبعد 4 كلم عن الحدود اللبنانية. ومر بها طريق من صفد وعكا والتي يتابع طريقه إلى الحدود اللبنانية حيث كان لها نقطة جمارك. وصفت في القرن التاسع عشر بـنها قرية مبنية من الحجارة ومحاطة بالبساتين وشجر الزيتون وكروم العنب. وكان عدد سكانها في تلك الفترة ما بين 300 و500 نسمة أغلبيتهم من المسيحيين. وصل عدد سكان القرية إلى 1050 عام 1948. أتى معظم سكانها من جليل فلسطين ولبنان.

## اقتصادها
كانت القرية زراعية وذلك لكثرة مياهها واعتاش أهلها من زراعة الحبوب والتبغ والأشجار المثمرة مثل الزيتون والتين والعنب. في عام 1944، كان 3714 دونما مخصصا للحبوب و1100 دونما مخصصا للزراعة المروية والبساتين. كما ربيت الماشية والأبقار والطيور الداجنة. ومن الصناعات، كان بها مطحنة حبوب ومعصرتي زيت وفرن لصناعة التبغ ومعامل بدائية لتصنيع الكلس.

## التسمية
إن أصل اسم القرية في اسم القرية الكنعانيه القديمة بِرعام، التي تم مغادرتها من قبل سكانها في القرن ال-14 م. فمن ثم تم دخولها من قبل أهالي تنتمي إلى الكنيسة المارونية، فكانوا يقيمون فيها إلى 1948.
ودخلت القوات الإسرائيلية القرية الفلسطينيه المسيحية الجليلية في أواخر شهر تشرين الأول من سنة 1948، وعند منتصف تشرين الثاني من نفس السنة أُمر سكانها بمغادرتها لمدة أسبوعين، وما زالوا مهجّرين في وطنهم. وقد صودرت أراضيهم ودُمرت قريتهم سنة 1953. وما زالت السلطات الإسرائيلية تُصر على منع المهجّرين من العودة إلى قريتهم وأراضيهم.
كانت كفر برعم قرية صغيرة في شمال فلسطين في الجليل الأعلى الأوسط، تقع على بعد 4 كم جنوب الحدود اللبنانية الفلسطينيه (الاسرائيليه اليوم) عمل غالبية أبناؤها العرب المسيحيون بحراثة أراضيهم والعيش من خيراتها، يعيشون بسلام مع جيرانهم، خلال 400 سنة من الحكم التركي وتسعة وعشرين سنة تحت الانتداب البريطاني على فلسطين.
عندما احتلت القوات الإسرائيلية قرية كفر برعم في 29/10/1948 أصر الأهالي على البقاء في بيوتهم وفوق أرضهم ومواصلة حياتهم العادية.
بعد أسبوع من احتلال كفر برعم (في 7/11/1948) حضر إلى كفر برعم موظفان من مكتب وزارة الأقليات الإسرائيلية وقاما بإجراء إحصاء سكاني، وتمَّ تسجيل جميع أبناء كفر برعم الذين تواجدوا ذلك اليوم في كفر برعم، على أنهم مواطنو الدولة الجديدة.
بعد مرور ثلاثة أسابيع على احتلال القرية (بعد أسبوعين من الإحصاء السكاني)، أُمر الأهالي وبحضور وزير الأقليات بمغادرة قريتهم بشكل مؤقت وبضمانة رسمية لعودتهم إليها بعد أسبوعين، وترك الأهالي قريتهم إلى قرية الجش المجاورة.
بالرغم من الوعود المتكررة التي قدمتها الحكومة والرسميين في إسرائيل، بما في ذلك رئيس الوزراء الأول ووزير الأقليات والشرطة، والمستشار الرسمي لشؤون المسيحيين، لم يستطع مهجرو كفر برعم العودة إلى قريتهم، ومع مرور الأشهر أصبح واضحًا بأن الحكومة الإسرائيلية لا تنوي السماح لأبناء كفر برعم بالعودة إلى قريتهم، وأن الوعود التي يقدمها ممثلو الدولة لم تحقق العودة.
كمواطنين في دولة إسرائيل، رفع مهجّرو كفر برعم دعوة إلى محكمة العدل العليا في سنة 1951 لاستعادة حقوقهم، وقد ادعت الحكومة أن المنطقة التي تقع فيها كفر برعم هي «منطقة عسكرية مغلقة»، وقامت بنشر إعلان بذلك يشرّع بشكل تراجعي ما قد تمّ بشكل غير قانوني، حيث قامت في شهر1951/11 بإصدار أمر لأبناء كفر برعم بمغادرة المنطقة العسكرية المغلقة (كفر برعم)، مع العلم أنهم قد غادروها فعليـًا في 20/11/1948 على وعد والتزام رسمي بعودتهم بعد أسبوعين، وقد أصدرت المحكمة قرارها في 18 كانون الثاني 1952 جاء فيه: «يحتاج المدّعون كي يعودوا للقرية إلى تصريح خاص من الحاكم العسكري». لم يعط الحاكم العسكري تصريحـًا من هذا النوع حتى هذا اليوم.
قامت الحكومة في شهر آب 1953 بمصادرة أراضي المهجّرين وأعطت قسمًا منها إلى المستوطنات الإسرائيلية الجديدة.
وفي الشهر التالي، (16-17 أيلول 1953) قامت القوات العسكرية بقصف ونسف القرية بالديناميت أمام عيون أبناءها وهم ينظرون لما يجري من موقع قرب قرية الجش. عُرف فيما بعد باسم «المبكى».
كان وما زال أبناء كفر برعم يأملون تنفيذ الوعد الذي أعطي لهم منذ أكثر من ستة عقود، وخلال السنين الطويلة ما زال أبناء كفر برعم يطالبون بالعودة، وقد بحثت كل الحكومات المتعاقبة مطلبهم، ولم تنف أي سلطة في إسرائيل وعلى مدى 63 سنة حق أبناء كفر برعم بقريتهم وبيوتهم وأراضيهم، ومن جهة أخرى لم تجرء أي حكومة من اتخاذ قرارًا بإعادتهم، وما زالوا ينتظرون حتى يومنا هذا.

## وصلات خارجية
- كفر برعم ترحب بكم
- كفر برعم قرية مارونية على خريطة النكبة، صحيفة السفير، عدد 18 تاريخ 15 تشرين الأول 2011
- قضية كفر برعم ومهجريها، موقع إدن أوريون